# Spencers Osterformel
Spencers Osterformel ist ein Algorithmus zur Bestimmung des Osterdatums.
Die Regel wurde 1922 vom britischen Astronomen Harold Spencer Jones beschrieben, war aber bereits 1876 von einem anonymen Urheber publiziert worden.

## Algorithmus

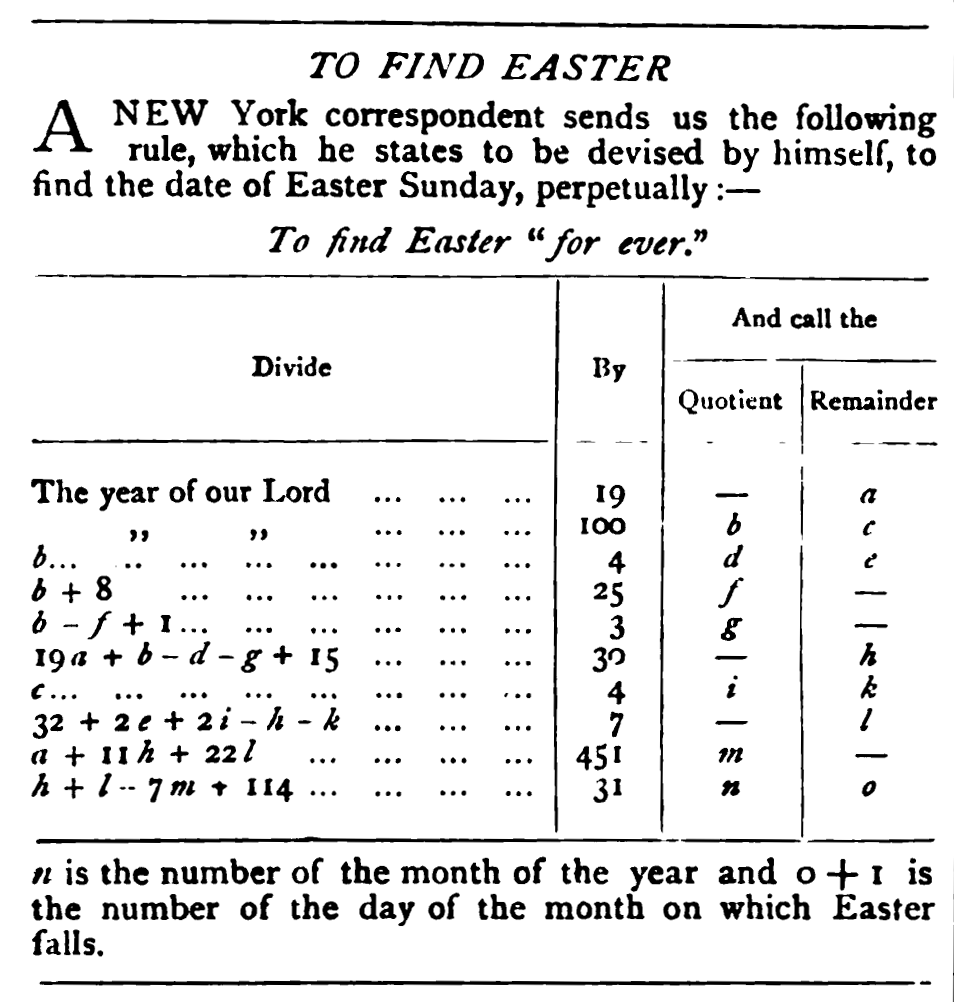
Veröffentlichung von 1876

Verwendet wird die Division mit Rest von ganzen Zahlen, um das Datum des Ostersonntags in einem gegebenen Jahr zu finden:
| Formel                                                                  | 2024          | 2025           | 2026          |
| ----------------------------------------------------------------------- | ------------- | -------------- | ------------- |
| {\displaystyle a=Jahr{\bmod {1}}9}                                      | 10            | 11             | 12            |
| {\displaystyle b=\lfloor Jahr/100\rfloor }                              | 20            | 20             | 20            |
| {\displaystyle c=Jahr{\bmod {1}}00}                                     | 24            | 25             | 26            |
| {\displaystyle d=\lfloor b/4\rfloor }                                   | 5             | 5              | 5             |
| {\displaystyle e=b{\bmod {4}}}                                          | 0             | 0              | 0             |
| {\displaystyle f=\lfloor (b+8)/25\rfloor }                              | 1             | 1              | 1             |
| {\displaystyle g=\lfloor (b-f+1)/3\rfloor }                             | 6             | 6              | 6             |
| {\displaystyle h=(19a+b-d-g+15){\bmod {3}}0}                            | 4             | 23             | 12            |
| {\displaystyle i=\lfloor c/4\rfloor }                                   | 6             | 6              | 6             |
| {\displaystyle k=c{\bmod {4}}}                                          | 0             | 1              | 2             |
| {\displaystyle l=(32+2e+2i-h-k){\bmod {7}}}                             | 5             | 6              | 2             |
| {\displaystyle m=\lfloor (a+11h+22l)/451\rfloor }                       | 0             | 0              | 0             |
| {\displaystyle n=\lfloor (h+l-7m+114)/31\rfloor }                       | 3             | 4              | 4             |
| {\displaystyle o=(h+l-7m+114){\bmod {3}}1}                              | 30            | 19             | 4             |
| Osterdatum = {\displaystyle (o+1)}-ter Tag, {\displaystyle n}-ter Monat | 31. März 2024 | 20. April 2025 | 5. April 2026 |